# Olin
Olin és una població dels Estats Units a l'estat d'Iowa. Segons el cens del 2000 tenia 716 habitants.

## Demografia
Segons el cens del 2000, Olin tenia 716 habitants, 291 habitatges, i 197 famílies. La densitat de població era de 279,2 habitants/km².
Dels 291 habitatges en un 30,9% hi vivien nens de menys de 18 anys, en un 50,9% hi vivien parelles casades, en un 11,7% dones solteres, i en un 32,3% no eren unitats familiars. En el 25,8% dels habitatges hi vivien persones soles el 13,4% de les quals corresponia a persones de 65 anys o més que vivien soles. El nombre mitjà de persones vivint en cada habitatge era de 2,46 i el nombre mitjà de persones que vivien en cada família era de 2,91.
Per edats la població es repartia de la següent manera: un 25,3% tenia menys de 18 anys, un 7,8% entre 18 i 24, un 28,6% entre 25 i 44, un 21,1% de 45 a 60 i un 17,2% 65 anys o més.
L'edat mediana era de 38 anys. Per cada 100 dones de 18 o més anys hi havia 95,3 homes.
La renda mediana per habitatge era de 33.906 $ i la renda mediana per família de 39.091 $. Els homes tenien una renda mediana de 30.000 $ mentre que les dones 16.250 $. La renda per capita de la població era de 14.809 $. Entorn del 7,5% de les famílies i l'11,2% de la població estaven per davall del llindar de pobresa.

## Poblacions més properes
El següent diagrama mostra les poblacions més properes.